# Dhanbad
Dhanbad (hindi : धनबाद, bengali : ধানবাদ) est une ville de l'État du Jharkhand en Inde.

## Économie
Surnommée « Capitale du charbon de l'Inde », Dhanbad est célèbre pour ses mines de charbon et ses industries. La ville exploite 112 mines qui produisent chaque année 27,5 millions de tonnes de charbon et génèrent d'importants revenus.
La ville est également connue pour ses centrales électriques et sa prestigieuse École des Mines (Indian School of Mines) fréquentée par des étudiants de tout le pays.